# Hunzahúa
Hunzahúa fue un cacique muisca. Durante su reinado se centralizó el poder de todo el territorio muisca en la ciudad de Hunza (Tunja), bautizada así en su honor, y se unificó la religión y el idioma.

## Gobierno
Hunzahúa y sus sucesores ejercieron el control sobre las tierras que van desde el Chicamocha hasta los Sutagaos, y desde las vertientes de los llanos de San Juan hasta las fronteras de los panches y los muzos, incluyendo el territorio de Vélez. La unidad instaurada bajo su mandato  fue rota en tiempos de Michua por el zipa Saguanmachica, a raíz de las diferencias que tuvo con el cacique de Guatavita.

## Incesto y muerte
Hunzahua cayó enamorado de su hermana Noncetá, descrita como muy bella y amada por su pueblo. Ignorando el incesto y amor entre hermanos el cual era prohibido en la sociedad Muisca. Los hermanos viajaron hasta Chipatae (actual chivatá) en busca de lana y arcilla para hacer tejidos y cerámicas. en ese mismo lugar Hunzahuá sedujo a Noncetá y se casaron. Al volver, el vientre y los pechos de Noncetá comenzaron a crecer. La madre de los hermanos, la cacique Farativa, estalló en cólera e intentó castigar a Noncetá golpeándola con la sana (palo usado para hacer chicha) reclamándole que no se podía casar. Pero Noncetá lograba escapar de los golpes de su madre dando vueltas alrededor de la vasija usada para hacer la chicha. A lo cual la madre lanzó la sana y rompió la vasija, derramando la chicha en enormes cantidades, formando el Pozo de Hunzahúa.
Hunzahuá venía desde los Cojines del Zaque, donde hacia varias ceremonias al dios del sol sué. Al llegar a su bohío cayo en la realidad del pecado que cometió, además de estuvo rodeado por muiscas protestando contra los amantes. Los hermanos se reunieron y emprendieron fuga por las lomas de los ahorcados y desde allí Hunzahuá lanzó una maldición a Hunza (actual Tunja): “¡Hunza! Serás estéril; nunca más flores, ni árboles verán tu suelo; tu tierra será desnuda y barrancosa y no tendrás más compañeros que el viento y el frío”. Hunzahuá y Noncetá decidieron dejar Hunza, Hunzahuá lanzó una piedra al aire y esta le indicó el camino a Susa a donde se dirigieron. Allí la hermana dio a luz a un niño que se convirtió en piedra al nacer, los hermanos dejaron al niño en una cueva y, considerándose castigados por el cielo abandonaron Susa. Gracias a una encrucijada tomaron un largo camino por Bacatá hasta el Salto de Tequendama, donde los hermanos decidieron vivir aislados en los bosques aledaños. Al pasar la corriente del salto los hermanos sintieron un desfallecimiento cercano a la muerte, allí Hunzahuá y Noncetá se convirtieron en dos piedras en la mitad del río.
| Predecesor: Goranchacha (correspondiente a los tiempos mitológicos) | Zaque de Hunza | Sucesor: Michuá... |